# پوخگ
پوخگ (به آلمانی: Puchegg) یک منطقهٔ مسکونی در اتریش است که در هارتبرگ فورستنفلد واقع شده‌است. پوخگ ۱۳٫۶۴ کیلومتر مربع مساحت دارد ۷۴۰ متر بالاتر از سطح دریا واقع شده‌است.